# Festival du film polonais de Gdynia

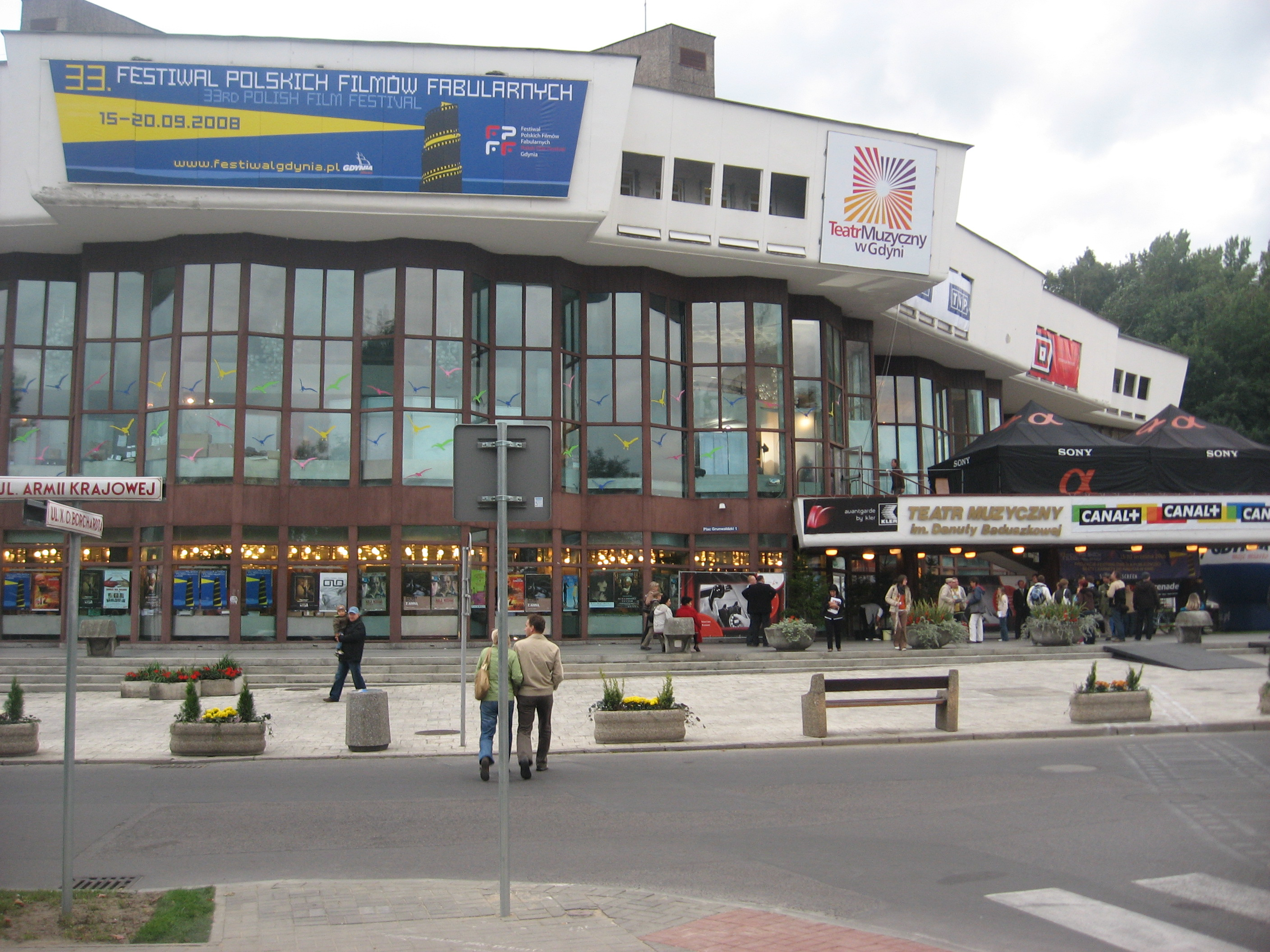
Le 33e Festival du film polonais (2008).

Le Festival du film polonais (en polonais Festiwal Polskich Filmów Fabularnych) est le plus important festival du film de Pologne. Tenu chaque année depuis 1974 au mois de septembre, il récompense les meilleurs productions polonaises de l’année précédente. Jusqu'en 1986, le festival était organisé à Gdańsk et depuis cette date il se tient à Gdynia, une station balnéaire de la mer Baltique.
Le prix le plus prestigieux décerné lors de ce festival est le « lion d'or », qui a été obtenu trois fois par Agnieszka Holland (1981, 2012, 2019) et à deux reprises par Andrzej Wajda (1975 et 1978), Krzysztof Kieślowski (1979 et 1988), Krzysztof Zanussi (1977 et 2000), Krzysztof Krauze (1999 et 2006) et Paweł Pawlikowski (2013, 2018).
Le festival fut suspendu durant l'état de siège en Pologne de 1981 à 1983.

## Lions d'or

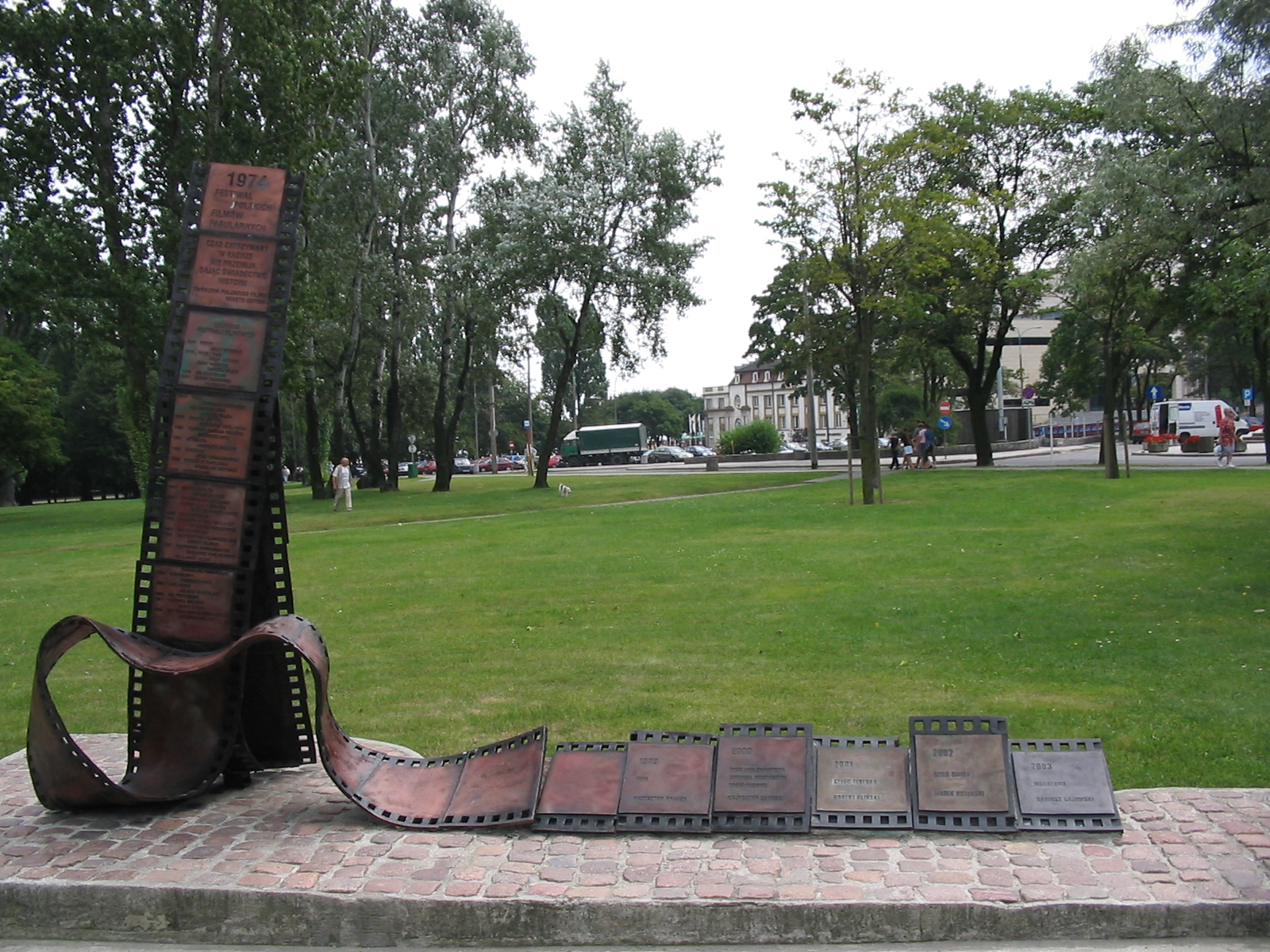
Statue à Gdynia en l'honneur du Festival du film polonais.

- 1974 : Potop (Plus fort que la tempête) de Jerzy Hoffman
- 1975 : Ziemia obiecana (La Terre de la grande promesse) d'Andrzej Wajda et Noce i dnie (Nuits et Jours) de Jerzy Antczak
- 1976 : prix non décerné
- 1977 : Barwy ochronne (Le Camouflage) de Krzysztof Zanussi
- 1978 : Pasja (Passion) de Stanisław Różewicz et Bez znieczulenia (Sans anesthésie) d'Andrzej Wajda
- 1979 : Amator (L'Amateur) de Krzysztof Kieślowski
- 1980 : Paciorki jednego różańca (Les Grains du rosaire) de Kazimierz Kutz
- 1981 : Gorączka (La Fièvre) de Agnieszka Holland
- 1982 : pas de festival
- 1983 : pas de festival
- 1984 : Austeria de Jerzy Kawalerowicz
- 1985 : Kobieta w kapeluszu (La Femme au chapeau) de Stanisław Różewicz
- 1986 : Siekierezada de Witold Leszczyński
- 1987 : Matka Królów (La Mère des Rois) de Janusz Zaorski
- 1988 : Krótki film o miłości (Brève histoire d'amour) et Krótki film o zabijaniu (Tu ne tueras point) de Krzysztof Kieślowski
- 1989 : prix non décerné
- 1990 : Ucieczka z kina "Wolność (L'Évasion du cinéma Liberté) de Wojciech Marczewski
- 1991 : prix non décerné
- 1992 : Wszystko, co najważniejsze (Tout ce qui importe) de Robert Gliński
- 1993 : Kolejność uczuć de Radosław Piwowarski et Przypadek Pekosińskiego (L'Affaire Pekosiński) de Grzegorz Królikiewicz
- 1994 : Zawrócony (Retourné) de Kazimierz Kutz
- 1995 : Girl Guide de Juliusz Machulski
- 1996 : prix non décerné
- 1997 : Historie miłosne (Histoires d'amour) de Jerzy Stuhr
- 1998 : Historia kina w Popielawach de Jan Jakub Kolski
- 1999 : Dług (La Dette) de Krzysztof Krauze
- 2000 : Życie jako śmiertelna choroba przenoszona drogą płciową (La vie comme maladie mortelle sexuellement transmissible) de Krzysztof Zanussi
- 2001 : Cześć Tereska (Salut, Tereska !) de Robert Gliński
- 2002 : Dzień świra de Marek Koterski
- 2003 : Warszawa (Varsovie) de Dariusz Gajewski
- 2004 : Pręgi de Magdalena Piekorz
- 2005 : Komornik (L'Huissier) de Feliks Falk
- 2006 : Plac Zbawiciela (La Place du Saint-Sauveur) de Joanna Kos-Krauze et Krzysztof Krauze
- 2007 : Sztuczki (Un conte d'été polonais) de Andrzej Jakimowski
- 2008 : Mała Moskwa de Waldemar Krzystek
- 2009 : Rewers (Tribulations d'une amoureuse sous Staline) de Borys Lankosz
- 2010 : Różyczka de Jan Kidawa-Błoński
- 2011 : Essential Killing de Jerzy Skolimowski
- 2012 : W ciemności (Sous la ville), d'Agnieszka Holland
- 2013 : Ida de Paweł Pawlikowski et Obława de Marcin Krzyształowicz
- 2014 : Bogowie de Łukasz Pałkowski
- 2015 : Ciało de Małgorzata Szumowska
- 2016 : Ostatnia rodzina de Jan P. Matuszyński
- 2017 : Cicha noc de Piotr Domalewski
- 2018: Zimna wojna (Cold war) de Paweł Pawlikowski
- 2019: Obywatel Jones (L'Ombre de Staline) d'Agnieszka Holland
- 2021 : Nos peurs et nos espoirs de Łukasz Gutt et Łukasz Ronduda

## Prix spécial du jury
- 1993 : Rozmowa z człowiekiem z szafy (Conversation avec l'homme de l'armoire) de Mariusz Grzegorzek et Jańcio Wodnik (Jeannot le Verseau) de Jan Jakub Kolski
- 1994 : Spis cudzołożnic, de Jerzy Stuhr et Wrony de Dorota Kędzierzawska
- 1995 : Wrzeciono czasu d'Andrzej Kondratiuk
- 1996 : Poznań 56 (pl), de Filip Bajon - Gry uliczne (pl), de Krzysztof Krauze - Le Grand Galop (pl), de Krzysztof Zanussi
- 1997 : Czas zdrady de Wojciech Marczewski et Darmozjad polski de Łukasz Wylężałek (pl)
- 1998 : Nic de Dorota Kędzierzawska
- 1999 : Tydzień z życia mężczyzny (pl) de Jerzy Stuhr
- 2000 : Pół serio de Tomasz Konecki (pl)
- 2001 : Requiem de Witold Leszczyński
- 2002 : Edi de Piotr Trzaskalski (pl) - Moje miasto de Marek Lechki (pl)
- 2003 : Zmruż oczy (Les Yeux entr'ouverts) d'Andrzej Jakimowski
- 2004 : Wesele (La Noce) de Wojciech Smarzowski
- 2005 : Oda do radości de Maciej Migas, Jan Komasa et Anna Kazejak-Dawid
- 2006 : Statyści de Michał Kwieciński
- 2007 : U Pana Boga w ogródku de Jacek Bromski, Ogród Luizy de Maciej Wojtyszko
- 2008 : 0 1 0 Piotr Łazarkiewicz
- 2009 : Las Piotr Dumała
- 2010 : Mała matura 1947 de Janusz Majewski
- 2011 : Młyn i krzyż (Bruegel, le Moulin et la Croix ) de Lech Majewski
- 2012 : Droga na drugą stronę Anca Damian
- 2013 : Bejbi blues Katarzyna Rosłaniec, Miłość de Sławomir Fabicki
- 2014 : Obywatel Jerzy Stuhr
- 2015 : 11 minut Jerzy Skolimowski
- 2016 :
- 2017 :
- 2018 : 7 uczuć Marek Koterski
- 2019 : Ukryta gra Łukasz Kośmicki

## Prix de la mise en scène
- 2006 : Marek Koterski pour Wszyscy jesteśmy Chrystusami
- 2007 : Tomasz Wiszniewski pour Wszystko będzie dobrze (Tout ira bien) de Tomasz Wiszniewski
- 2008 : Małgorzata Szumowska pour 33 sceny z życia (33 Scènes de la vie)

## Prix du meilleur premier long métrage
- 2008 : Maciej Pieprzyca pour Drzazgi (Pour nous, le soleil)

## Prix de la meilleure musique
- 2007 : Michał Lorenc pour Wszystko będzie dobrze (Tout ira bien) de Tomasz Wiszniewski
- 2008 : Paweł Mykietyn pour 33 sceny z życia (33 Scènes de la vie) de Małgorzata Szumowska

## Prix du meilleur acteur
- 2005 : Andrzej Chyra dans Komornik de Feliks Falk[1]
- 2006 : Zbigniew Zamachowski dans Przybyli ułani
- 2007 : Robert Więckiewicz dans Wszystko będzie dobrze (Tout ira bien) de Tomasz Wiszniewski
- 2008 : Jan Nowicki dans Jeszcze nie wieczór de Jack Bławut
- 2013 : Andrzej Chyra dans Aime et fais ce que tu veux de Małgorzata Szumowska[1]

## Prix de la meilleure actrice
- 2006 : Jowita Budnik dans Plac Zbawiciela (La Place du Saint-Sauveur) de Krzysztof Krauze et Joanna Kos-Krauze
- 2007 : Danuta Szaflarska dans Pora umierać
- 2008 : Svetlana Khodtchenkova dans Mała Moskwa de Waldemar Krzystek
- 2017 : Jowita Budnik et Eliane Umuhire

## Prix du meilleur espoir féminin
- 2008 : Karolina Piechota dans Drzazgi (Pour nous, le soleil) de Maciej Pieprzyca

## Prix de la meilleure photo
- 2008 : Maciej Englert pour 33 Scènes de la vie (33 sceny z życia) de Małgorzata Szumowska

## Prix du meilleur montage
- 2008 : Leszek Starzyński pour Drzazgi (Pour nous, le soleil) de Maciej Pieprzyca